# 타지키스탄
타지키스탄 공화국(타지크어: Ҷумҳурии Тоҷикистон / جمهوری تاجیکستان 줌후리이 토지키스톤, 러시아어: Респу́блика Таджикиста́н 레스푸블리카 타지키스탄[*]), 약칭 타지키스탄(타지크어: Тоҷикистон / تاجیکستان 토지키스톤, 러시아어: Таджикиста́н 타지키스탄[*])은 중앙아시아에 있는 국가이다.
중앙아시아의 산국(山國)으로, 동부에는 파미르고원이 있으며 북부와 남서부는 저지대로서 사막 기후를 띠고 있다. 높은 산에 둘러싸인 남서부의 하곡(河谷)은 중앙아시아에서 제일 더운 편이다. 민족 구성은 타지크인 65%, 우즈베크인 25%, 러시아인 2%이며 이슬람 공화국 중의 하나이다.
면화·밀·야채·과수 등이 주요 산물이고 석탄과 석유를 산출하며 풍부한 수력 전기도 개발되어 있어, 섬유 공업(면·견·모직·메리야스), 식료품 공업, 석유 화학 공업 등도 발달해 있다. 바흐시강에 건설된 누레크 수력 발전소는 출력 270만 ㎾이다.

## 역사
옛부터 동 이란계(Eastern Iranian)로 분류되기도 하는 스키타이와 소그드 유목민들은 유라시아의 유목민들에게 많은 영향을 끼쳤다. 타지크인들은 중앙아시아에 살던 이란계 스키타이 유목민에 속하였으며 이들은 기원전 4세기 튀르크 유목민 흉노에게 기마술을 전파하였고 중국 학자의 주장에는 흉노가 쓰던 검 경로(徑路) 또한 스키타이의 검 아키나케스의 영향을 받았다.
타지크인들은 튀르크인들과 함께 중앙아시아 지역을 중심으로 유라시아에서 유목하면서 아케네메스 제국과 페르시아, 파르티아의 문화의 영향도 받았다. 초기 석기 시대 이래 카스피해 북부 초원과 알타이-사얀 산맥의 남서 지방에 단두형 백인계 종족이 거주해 왔고 그들은 아파나시예보 문화의 발전 주역으로 흔히 안드로노보 인이라 칭해지는 유목 전사들이었다. 이들이 바로 초기 투르크족으로 알려지고 있다.
투르크족은 카스피 해와 볼가 강 유역에서 스키타이계(타지크인)와 섞였다가 서시베리아로 이동해, 후일 유명한 ‘게르만 민족 대이동’이라는 역사적 사건을 유발시키게 되었다. 1929년 10월 소련의 공화국인 타지크 소비에트 사회주의 공화국이 수립되었다.
1991년 소련의 붕괴와 함께 독립했고, 1992년 독립국가연합(CIS)에 가입했다. 타지키스탄은 한때 정치 불안으로 인해 타지키스탄 내전까지 발발했다. 2012년 7월 24일 정부군과 무장 반군 사이에서 충돌이 발생해서 42명이 사망했다. 2013년 11월 16일에 취임한 에모말리 라흐몬 대통령이 재선에 성공하였다. 하지만 이 선거는 부정선거라는 의혹이 있다.

## 지리
아프가니스탄, 우즈베키스탄, 키르기스스탄, 중국과 국경을 접한다. 타지키스탄은 국토의 대부분이 산악지대로 이루어져 있으며 히말라야산맥과 연결되어 있는 지진대에 속하여 자주 작은 규모의 지진이 일어난다. 2023년 바다흐샨 지진처럼 큰 지진도 가끔 일어난다.

## 행정 구역
수도는 두샨베이다. 지방은 남부에 있는 하틀론 주(주도는 보흐타르)와 북부 페르가나 분지 방향에 있는 수그드 주(주도는 후잔드)로 구성되어 있으며 그 외의 행정 구역으로 파미르고원에 있는 고르노바다흐샨 자치주(주도는 호루그)와 공화국 직할구(주도는 두샨베)가 있다. 그 외의 주요 도시는 판자켄트, 가름 등이 있다. 타지키스탄의 도시 참조.

## 기후
고산기후(H)에 속하며 바다의 영향을 거의 안 받는 온화한 대륙성 기후이다. 수도 두샨베의 경우 1월 평균 기온은 -3도 7월의 평균기온은 25도이다. 한여름에는 때때로 일 최고기온이 40도를 넘을때도 있고 겨울에는 -20도이하의 혹한이 엄습할 때도 있다.

## 정치

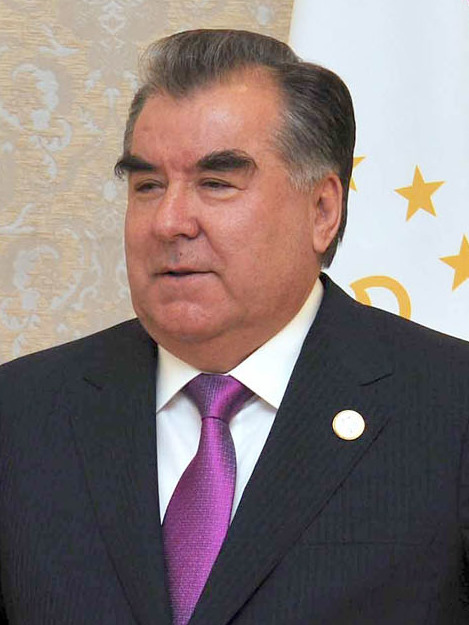
現 타지키스탄 대통령 에모말리 라흐몬

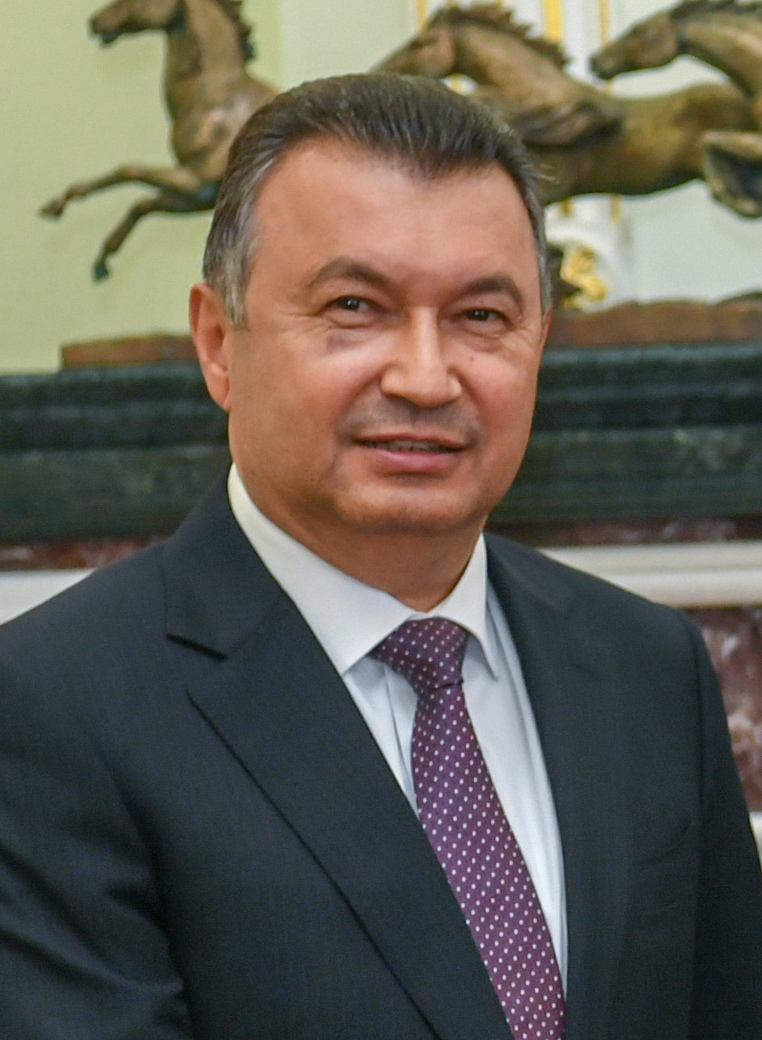
現 타지키스탄 총리 코히르 라술조다

타지키스탄 공화국은 대통령제 공화국이다. 임기는 7년이며 연임 제한 없는 중임이 가능하다. 타지키스탄 대통령의 대통령 관저는 타지키스탄 국가 궁전이다.
주요 정당에는 타지키스탄인민민주당, 타지키스탄공산당, 이슬람부흥당, 독립환경당 등이 있다. 더 자세한 목록은 타지키스탄의 정당 문서 참고.

## 인구와 주민
2010년 시점에서 타지크인(84.3%)이 다수를 차지한다. 그 뒤를 우즈벡족(13.8%), 키르기스인(0.8%), 러시아인(0.5%)이 있다. 기타, 소수의 이란계 페르시아인도 있다.

## 언어
타지크어가 공용어이다. 타지크인이 사용하는 타지크어는 페르시아어에 조금 가깝지만 민족적으로는 페르시아인과 다르다.  러시아어, 다른 소수민족어(우즈베크어, 키르기스어, 파미르어, 슈그니어, 야그노비어, 페르시아어, 파슈툰어 등)도 사용되며, 특히 러시아어는 소련의 영향으로 정부부서와 사업분야에서 많이 쓰이고 있으며 헌법에서도 민족간 공용어로 지정되어 있다.

## 종교
이 나라는 이슬람교 국가이다. 타지크인을 포함한 타지키스탄의 이슬람교는 수니파 이슬람교가 85%, 시아파 이슬람교는 10%로 동부의 수니파가 다수를 차지해 이란과 같은 시아파는 소수이다. 파미르고원에서는 이스마일파의 신도(信徒)가 적지 않으며 소수의 러시아 정교회도 있다.

## 교육
이 나라는 문맹률이 상당히 낮다.

## 경제
경제 발전 중에 있다. 농업은 목화 산업이 주를 이룬다. 알루미늄도 생산하지만 생산량은 그다지 많지 않다.

### 화폐
타지키스탄의 화폐 소모니는 2000년 10월 30일에 도입된 화폐이다.

## 교통
험준한 타지키스탄의 교통 체계는 대부분 소비에트 시대에 건설되었으며, 그 이후 투자와 유지보수가 부족하여 체계가 심하게 악화되었다. 2013년 타지키스탄은 다른 많은 중앙아시아 국가들과 마찬가지로 교통 부문에서 큰 발전을 경험하고 있었다. 2005년부터 일련의 주요 교통 프로젝트가 시작되었다. 그러한 첫 번째 프로젝트인 Anzob 터널은 2006년에 개통되어 두샨베에서 타지키스탄 북부까지 연중 내내 연결되는 도로를 제공한다.

## 문화
| 날짜                | 한국어      | 현지어                                 | 비고           |
| ------------------- | ----------- | -------------------------------------- | -------------- |
| 1월 1일             | 새해        | Соли нави мелодӣ                       | -              |
| 3월 8일             | 여성의 날   | Иди модарон ва бонувон                 | -              |
| 3월 20일 - 3월 22일 | 나브루즈    | Наврӯз                                 | 이란 달력 신년 |
| 5월 9일             | 승리의 날   | Иди ғалаба                             | -              |
| 9월 9일             | 독립 기념일 | Ҷашни Истиқлолияти Тоҷикистон          | -              |
| 11월 6일            | 헌법 기념일 | Рӯзи Конститутсияи Ҷумҳурии Тоҷикистон | -              |
| -                   | 이드        | Иди Рамазон                            | 히주라력       |
| -                   | 희생제      | Иди Қурбон                             | 히주라력       |

### 요리
타지키스탄 요리는 페르시아 문화권의 음식과 아주 비슷한데 여러 음식에서 이런 특징이 나타난다. 과거 그대로의 타지키스탄 스타일의 식사는 차나 전통 과자로 시작하고 다음으로 수프와 고기류를 먹는다. 마지막으로는 팔라브라는 볶음밥을 먹는다. 더 많은 타지키스탄 요리를 보려면 분류:타지키스탄 요리 참고.

### 관광

#### 박물관
수그드 역사 박물관에는 희귀한 타지크족 수제 양탄자, 타지크족 자수 제품, 의상을 포함해 수그드 지역의 역사와 관련된 다양한 유물 및 전시물들이 있다.

#### 공항
두샨베 국제공항과 후잔트 공항이 있다.

### 문학
타지키스탄의 시인으로는 아불카심 라후티와 굴나자르 켈디, 미르조 투르순조다가 있다.

## 스포츠

### 축구
축구는 타지키스탄에서 가장 인기 있는 스포츠이다. 타지키스탄 축구 연맹이 관리하는 타지키스탄 프리미어리그는 타지키스탄의 최상위 축구 리그로 현재 8개팀이 참가하고 있다.

#### 국가대표팀
타지키스탄 축구 국가대표팀은 1992년 6월 17일 우즈베키스탄가 상대인 국제 A매치로 첫 경기를 치렀으며 현재 홈 구장으로는 20,000명을 수용할 수 있는 파미르 스타디움을 사용하고 있다. 소속 선수들에 대해서는 분류:타지키스탄 남자 축구 국가대표팀 선수 참고

## 대외 관계
타지키스탄의 외교 관계는 독립을 유지하면서 외국인 투자를 촉진하고 지역 안보를 구축하는 데에 기반을 두고 있다. 아프가니스탄과 대체로 좋은 관계를 유지하고 있다. 더 자세한 양국 관계는 분류:타지키스탄의 양국 관계 참고.

### 러시아와의 관계
소련 해체 이후부터 좋은 관계를 유지하고 있으나, 가끔 갈등이 일어나기도 하지만, 유라시아 경제 연합의 가입에도 관심을 보이는 등 관계도 강화하고 있고, 유라시아 경제 연합의 회원국 후보에도 오르기 시작했다.

### 대한 관계
타지키스탄은 대한민국, 조선민주주의인민공화국과 모두 수교했다.

## 같이 보기
- 중앙아시아연합
- 타지키스탄의 도시
- 타지키스탄 내전

### 타지키스탄 포털
- 타지키스탄 대통령 홈페이지
- (타지크어/러시아어/영어) 타지키스탄 외무부
- (타지크어) 타지크넷
- (러시아어) 타지크 포털
- (러시아어) Khovar 신문 사이트

### 기타
- (한국어) 주타지키스탄 대한민국 대사관
- (한국어) 타지키스탄
- (영어) 론리플래닛의 정보(타지키스탄편)
- (영어) CIA의 세계 정보(타지키스탄편) 보관됨 2006-04-13 - 웨이백 머신
- (한국어) 타지키스탄 정보